# Саздо Попиванов
Саздо Попиванов (изписване до 1945 година: Саздо попъ Ивановъ) е български просветен деец и революционер, деец на Вътрешната македоно-одринска революционна организация и на Вътрешната македонска революционна организация.

## Биография
Саздо Попиванов е роден през 1876 година в град Кочани, тогава в Османската империя, днес в Северна Македония. Завършил IV клас и фабрикант по професия. От 1 септември 1905 година до 1906 година работи в Българската екзархия. Между 1907 и 1912 година последователно учителства в Гърдовци, Оризари, Соколарци и Пантелей. През 1911 година е осъден на доживотен затвор по време на обезоръжителната акция на младотурците. Доброволец е в Македоно-одринското опълчение през Балканските войни. През 1912 година е в четата на Симеон Георгиев и участва в боевете при Кешан, Малгара и Шаркьой. След това във 2-ра рота на 15-а щипска дружина. През 1915 година бяга от родния си край в България и се включва в 5-и пехотен македонски полк, в който служи до края на войната. Участва във възстановяването на ВМРО от Тодор Александров и е негов куриер за връзка със Степан Радич. Заловен и осъден е на 7 години затвор за пренасяне на четник на Владимир Куртев на кон.
Умира през 1928 година.
Съпругата му Благородна Попиванова от Велес, като живееща в Кочани, подава молба за народна пенсия на 9 март 1943 година от Царство България, която е одобрена и отпусната от Министерския съвет.